# 翁德热·帕韦莱茨
翁德热·帕韦莱茨（捷克語：Ondřej Pavelec，1987年8月31日—），捷克男子冰球运动员。他曾代表捷克参加2010年和2014年冬季奥林匹克运动会冰球比赛，分别获得第七名和第六名。